# Ailton Krenak
Ailton Krenak (né le 29 septembre 1953 à Itabirinha) est un activiste et écrivain botocudo du Brésil. Il a participé à la rédaction de la Constitution brésilienne de 1988 et est élu membre de l'Académie brésilienne des lettres le 4 octobre 2023, dont il devient le premier membre autochtone le 5 octobre 2024.

## Ouvrages
- Ailton Krenak (trad. Julien Pallotta, postface Eduardo Viveiros de Castro), Idées pour retarder la fin du monde [« Ideias para adiar o fim do mundo »], Bellevaux, Éditions Dehors, 2020, 61 p. (ISBN 978-2-36751-024-8, BNF 46941435).
- Ailton Krenak (trad. Julien Pallota), Futur ancestral, Éditions Dehors, 2025, 80 p.